# Estadio de Bata
L'Estadio de Bata és un estadi multi usos de la ciutat de Bata, a la Guinea Equatorial.
Estrenat el 2007, es fa servir sobretot en partits de futbol. Fins a l'any 2012, tenia capacitat per 20.600 espectadors. Quan a Guinea Equatorial se li va atribuir la seu de la Copa d'Àfrica de Nacions 2012, l'estadi es va ampliar fins a 35.000 places i es va convertir en l'estadi més gran del país. Es va construir una coberta galvanitzada per 15.000 seients, dissenyada per resistir les condicions del clima tropical de la regió i una zona VIP. Aquestes millores van permetre que els aficionats poguessin gaudir de la cerimònia d'obertura de la CAN i dels partits de les semifinals en un entorn totalment modernitzat. La reforma es va completar en un termini rècord de 11 mesos.
Va ser seu de la Copa d'Àfrica de Nacions femenina de 2008 i una de les quatre seus de la Copa d'Àfrica de Nacions 2015.
L'any 2021, l'estadi va partir danys per les explosions del 7 de març i roman tancat per a esdeveniments esportius.